# Carabodes bellus
Carabodes bellus är en kvalsterart som beskrevs av Aoki 1959. Carabodes bellus ingår i släktet Carabodes och familjen Carabodidae. Inga underarter finns listade.